# Романово (Новленский сельсовет)
Романово — деревня в Вологодском районе Вологодской области.
Входит в состав Новленского сельского поселения, с точки зрения административно-территориального деления — в Новленский сельсовет.
Расстояние по автодороге до районного центра Вологды — 62,5 км, до центра муниципального образования Новленского — 2,5 км. Ближайшие населённые пункты — Алексеевское, Курдумово, Ермолово, Чекшево, Телячьево, Курово, Перхурьево, Колотилово.
По данным переписи в 2002 году постоянного населения не было.